# جبريل غرين
جبريل غرين (بالإنجليزية: Gabriel Green)‏ هو سياسي أمريكي، ولد في 11 نوفمبر 1924 في ويتير في الولايات المتحدة، وتوفي في 8 سبتمبر 2001 في يوككا فالي في الولايات المتحدة.